# Rudolf von Knehem
Rudolf von Knehem (* im 16. Jahrhundert; † 25. März 1557) war Domherr in Münster.

## Leben
Rudolf von Knehem entstammte dem westfälischen Adelsgeschlecht von Knehem, das 1276 in Bevern Erwähnung findet und im Emsland und Oldenburgischen größere Güter besaß. Über seinen Vater gibt es keine Angaben, seine Mutter war eine geborene von Plettenberg. Am 31. März 1526 wird ein Domherr Roleff van Knehem dokumentiert. Als Nachfolger des Gerhard von Plettenberg erhielt Rudolf am 4. August 1535 die Propstei St. Ludgeri in Münster. Er lebte mit Katharina Brockhus im Konkubinat und hatte mit ihr die Kinder Christopher und Stineke. Zehn Jahre später war Fenna Kemmerling aus Billerbeck seine Konkubine. Der Domkameral Rudolf Knehem wurde in diesem Konkubinat geboren. 1550 war Rudolf Besitzer der Obedienz Gassel und des Archidiakonats Schüttorf. Mit Katharina Bering hatte er ein weiteres Verhältnis, aus dem die Kinder Jasper und Rolf stammten. Rudolf blieb bis zu seinem Tode in seinen Ämtern.